# Скандал с емисиите на Фолксваген
Аферата на Volkswagen е дейност, разкрита през септември 2015 г., при която над 11 млн. автомобила на Volkswagen по цял свят са снабдени с устройство, което мами при техническите тестове за определяне на количеството вредни газове, които се изхвърлят във въздуха.
Мамещите устройства са монтирани на автомобили, произведени след 2008 г.
Надхвърляне на нормите за емисиите на тези автомобили са били открити от изследователска група от West Virginia University, която измерва състава на изгорелите газове по време на шофиране на автомобили с мобилно устройство PEMS (portable emissions measurement system).
Наказанието за нарушение на правилата, наложени от EPA, може да достигне 37 500 $ за всеки автомобил, т.е. повече от $18 милиарда.